# كظيمة

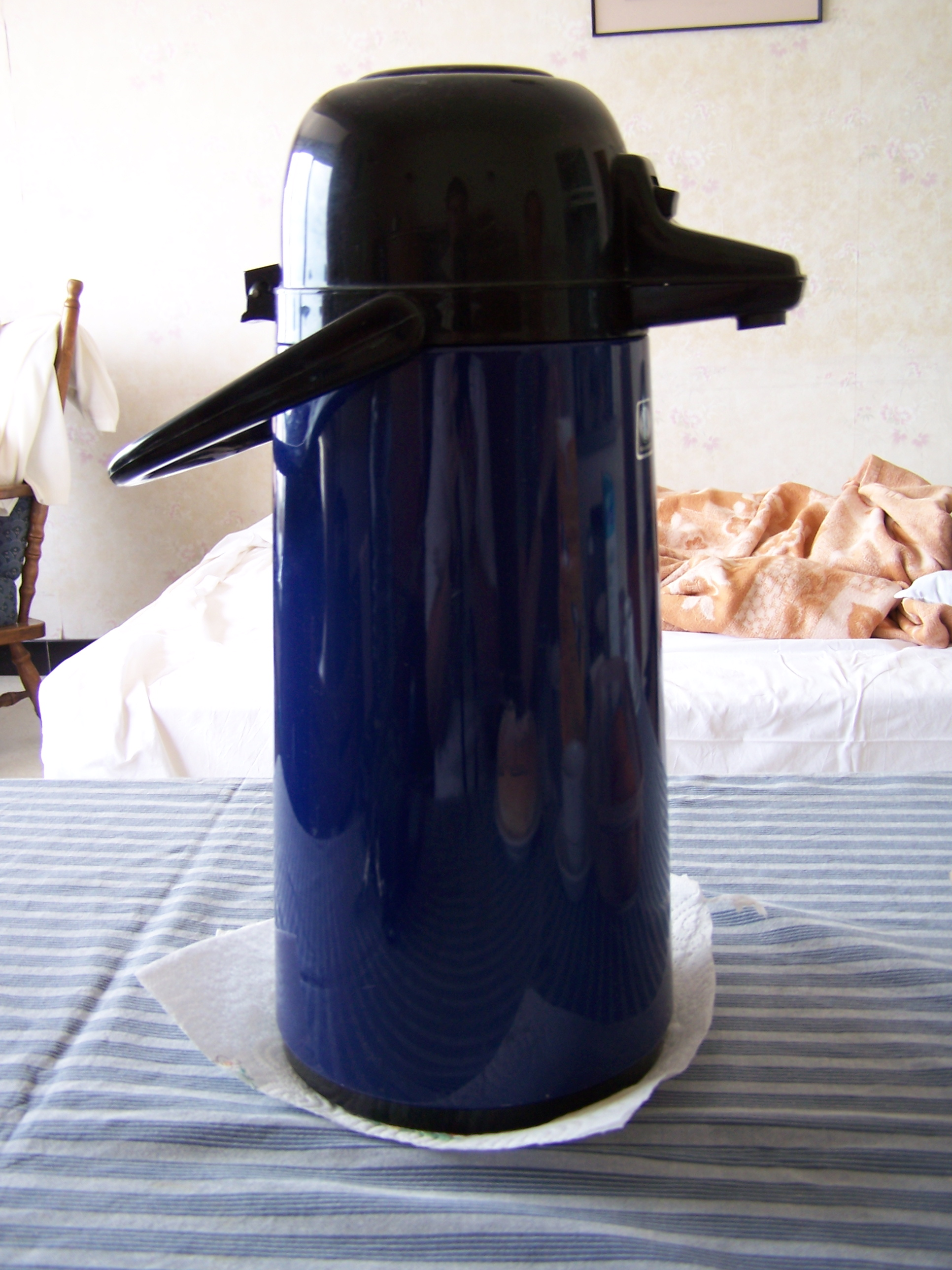
كظيمة لحفظ السوائل.

الكَظِيمَة أو القارورة المفرغة أو يعرف باسمه التجاري التُرمُس هو إناء عازل يحفظ ما يحويه من السوائل بدرجة حرارته مدةً من الزمن، ساخنًا كان أو باردًا، لساعات طويلة، ويساعد على الحد من انتقال الحرارة بفقدانها أو دخولها، فغالبية الترامس بها فم صغير مما يقلل من التبادل الحراري كما ان لها سدادة من الفلين أو مادة أخرى ضعيفة الموصلية الحرارية. وحيث ان الاناء الخارجي للترموس زجاجي وقابل للكسر فهو يوضع داخل غلاف خارجي من اللدائن لحمايته.
يوجد في الكظيمة هواء عازل يفصل بين الاناء الداخلي والخارجي وذلك للحفاظ على حرارة السائل داخله ثابتة علما بان الهواء موصل رديء للحرارة.